# 1er mai 1928
Le mardi 1 mai 1928 est le 122e jour de l'année 1928.

## Naissances
- André Weber (mort le 28 juin 1996), acteur français
- Angelo Ziccardi (mort le 6 janvier 2019), homme politique italien
- Antônio Delfim Netto, politicien brésilien
- Bruno-Émile Laurent, artiste peintre français
- Denyse Émond, actrice canadienne
- Desmond Titterington (mort le 13 avril 2002), pilote automobile britannique
- Tim Francis (mort le 4 janvier 2016), Diplomate néo-zélandais (1928-2016)
- Jacqueline Mille, actrice française
- Jean Frapat (mort le 7 octobre 2014), auteur, producteur et réalisateur de télévision
- Mady Moreau (morte le 10 juin 1995), plongeuse française
- Pierre Caillet, auteur de romans policiers
- Raoul Servais, réalisateur de film d'animation belge
- Sisavath Keobounphanh (mort le 12 mai 2020), homme politique laotien
- Sonny James (mort le 22 février 2016), auteur-compositeur-interprète américain
- Vitali Melnikov, réalisateur russe

## Décès
- Ebenezer Howard (né le 29 janvier 1850), urbaniste britannique
- Jacques Schneider (né le 25 juillet 1879), industriel, pilote d'avion et mécène français de l'aéronautique
- Jean-Émile Anizan (né le 6 janvier 1853), prêtre catholique français
- Xiang Jingyu (née le 1 janvier 1895), femme politique chinoise

## Événements
- Création de archidiocèse de Goa et Daman
- Sortie du film britannique Le mari déchaîné
- Publication de la nouvelle Le Professeur Radō
- Création de la cartoucherie serbe Prvi Partizan